# Gânglio celíaco
O gânglio celíaco é um par de massas de formato irregular composto de tecido nervoso e localizado no abdômen superior. Parte da subdivisão simpática do sistema nervoso autônomo (SNA), o gânglio celíaco é o maior gânglio do SNA, inervando a maior parte do trato digestivo.